# Heinrich Julius Pistorius
Heinrich Julius Pistorius (* 13. Januar 1781 in Poseritz; † 27. März 1861 in Wolgast) war Jurist, pommerscher Kommunalpolitiker und Bürgermeister von Wolgast.

## Leben
Heinrich Julius Pistorius war der vierte Sohn des Poseritzer Präpositus Hermann Andreas Pistorius und dessen Frau Sophie Juliane, Tochter des Präpositus Christian Anton Brunnemann in Bergen auf Rügen. Er studierte Rechtswissenschaften und wurde 1802 als Advokat zum Obertribunal Wismar, dem höchsten Gericht Schwedisch-Pommerns zugelassen. Pistorius wurde 1803 Ratsherr in Wolgast. 1821 wurde er Stadtsyndikus. 1824 gehörte er dem Provinziallandtag von Pommern als Abgeordneter für die Städte Grimmen, Wolgast, Tribsees, Lassan, Richtenberg und Gützkow an. Er war von 1825 bis 1846 Bürgermeister von Wolgast.

## Familie
Heinrich Julius Pistorius heiratete 1820 Johanna Dorothea Julie Stöwhaas, die Tochter eines Wolgaster Maklers. 1822 starb seine Frau wenige Tage nach der Geburt der Tochter Johanna Charlotte Julie (1822–1852), die später den Pastor Andreas Hellmuth Niz heiratete.